# KkStB 13 sorozat
A kkStB 13 sorozat egy gyorsvonati szerkocsisgőzmozdony-sorozat volt a  cs. kir. osztrák Államvasutaknál, melynek mozdonyai eredetileg a Eisenbahn Pilsen-Priesen(-Komotau) (EPPB) vasúttól származtak.
A hat mozdony pályaszáma a vasútnál 1885-ig 1-6 volt.  A kkStB  ekkor saját pályaszámrendszerében a 13 sorozat 1-9 pályaszámait adta nekik. 1902-ben a mozdonyokat átépítették és átsorolták a kkStB 20 sorozatba.  Részletesebb leírás ott található róluk.

## Fordítás
- Ez a szócikk részben vagy egészben  a   kkStB 13 című német Wikipédia-szócikk fordításán alapul.  Az eredeti cikk szerkesztőit annak laptörténete sorolja fel. Ez a jelzés csupán a megfogalmazás eredetét és a szerzői jogokat jelzi, nem szolgál a cikkben szereplő információk forrásmegjelöléseként.